# Åsatunneln
Åsatunneln är en järnvägstunnel genom ett berg öster om tätorten Åsa i Kungsbacka kommun. Tunneln öppnades för trafik 2004. Den 1,8 km långa dubbelspåriga tunneln är en del av Västkustbanan och ersatte en äldre enkelspårig sträckning genom samhället. Strax norr om tunneln ligger Åsa station.